# Bårkanjávrátje
Bårkanjávrátje är en sjö i Storumans kommun i Lappland och ingår i Umeälvens huvudavrinningsområde. Sjön har en area på 0,0791 kvadratkilometer och ligger 767,6 meter över havet. Bårkanjávrátje ligger i Vindelfjällen Natura 2000-område.

## Delavrinningsområde
Bårkanjávrátje ingår i det delavrinningsområde (730357-149004) som SMHI kallar för Mynnar i Biellojaure. Medelhöjden är 697 meter över havet och ytan är 29,02 kvadratkilometer. Det finns inga avrinningsområden uppströms utan avrinningsområdet är högsta punkten. Grundträskbäcken som avvattnar avrinningsområdet har biflödesordning 4, vilket innebär att vattnet flödar genom totalt 4 vattendrag innan det når havet efter 397 kilometer. Avrinningsområdet består mestadels av skog (70 procent), sankmarker (13 procent) och kalfjäll (14 procent). Avrinningsområdet har 0,77 kvadratkilometer vattenytor vilket ger det en sjöprocent på 2,7 procent.